# Alfonz Gspan (naravoslovec)
Alfonz vitez pl. Gspan, slovenski geodet/geometer, entomolog, botanik, * 20. marec 1878 Kostanjevica, † 31. marec 1963, Ljubljana.

## Življenje
Bil je sin Julija viteza pl. Gspana, notarja v Krškem, in Marije Omahen. Maturiral je na ljubljanski realki, nato pa študiral geodezijo na Tehniški visoki šoli v Gradcu. Leta 1904 se je poročil s Sevničanko Julijo Simončič, s katero je imel sedem otrok. Njun najstarejši sin je bil Alfonz Gspan, literarni zgodovinar.

## Delo
Od leta 1902 je delal kot geometer v Krškem. Leta 1908 je bil prestavljen na finančno direkcijo v Ljubljano kot geometer v evidenčnem uradu zemljiškega katastra. Tukaj je ostal do upokojitve leta 1936. Po prvi svetovni vojni je kot geometer sodeloval  v razmejitvenih komisijah za novo nastale meje med Kraljevino SHS, Italijo, Avstrijo in Madžarsko. Od leta 1920 je predaval geodezijo na Tehniški fakulteti Univerze v Ljubljani.
Gspan je ljubiteljsko zbiral rastline in hrošče. Odkril je več novih vrst in podvrst hroščev, nekateri nosijo tudi njegovo ime. V Prirodoslovnem muzeju Slovenije je uredil veliko študijsko zbirko hroščev, ki je med največjimi tovrstnimi zbirkami v Sloveniji.